# مسجد جامع صابونچی
مسجد جامع مرکزی صابونچی (به ترکی استانبولی: Sabancı Merkez Camii) در آدانا دومین مسجد بزرگ ترکیه است. نمای بیرونی مسجد (و دکوراسیون داخلی آن) مشابه مسجد سلیمیه در ادرنه است، اگرچه شش مناره، شبیه به مسجد سلطان احمد در استانبول دارد.

## نگارخانه

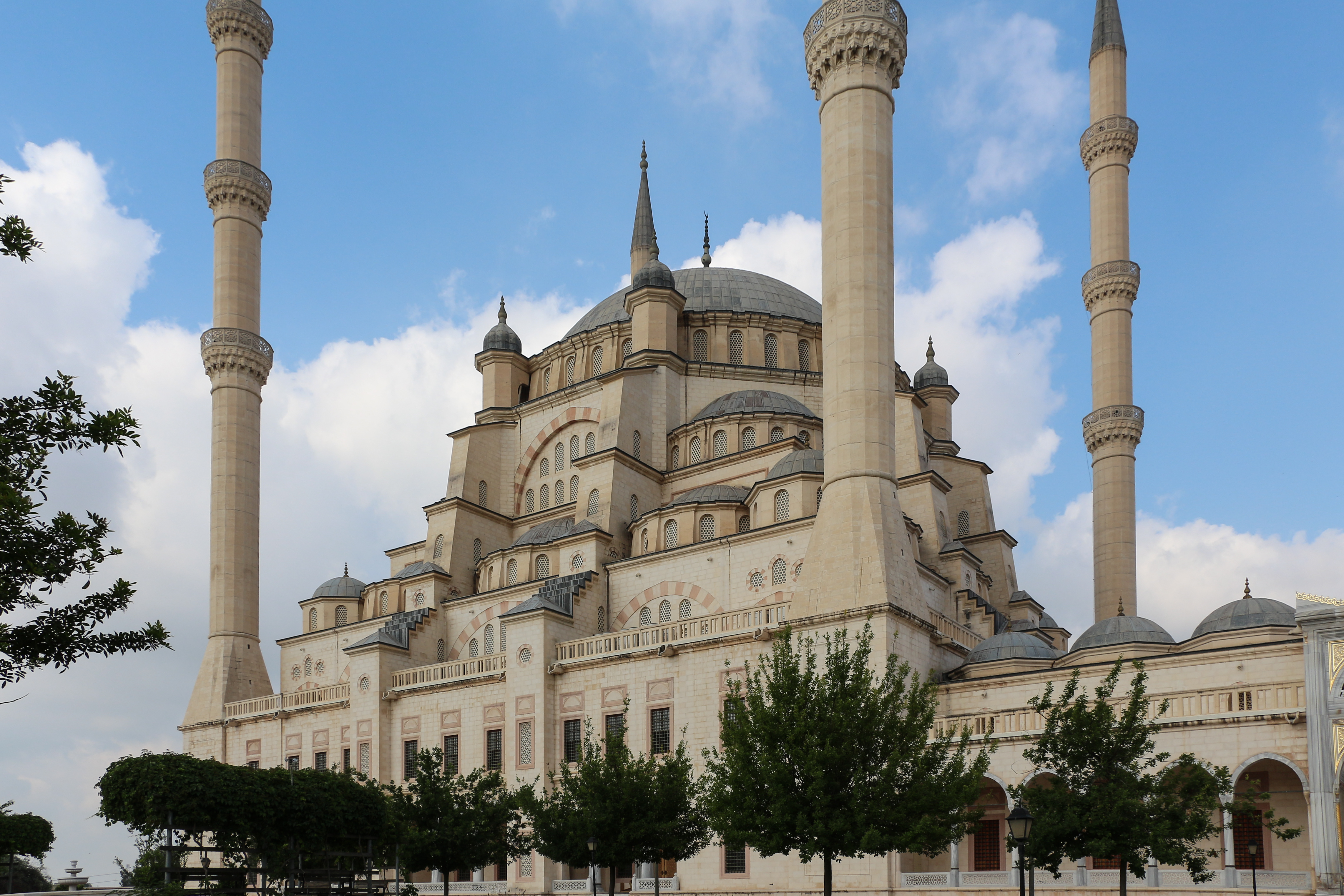
Close look
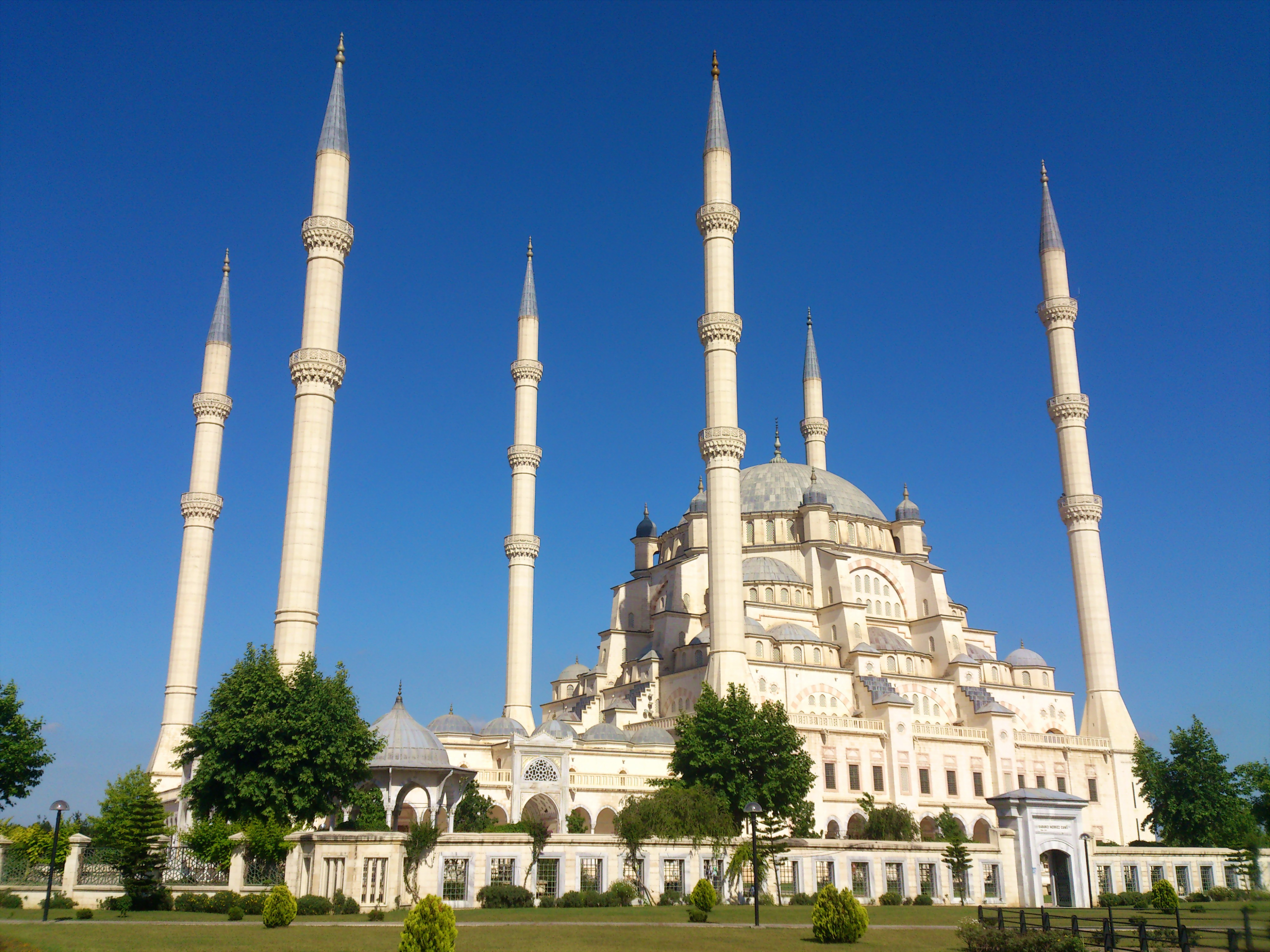
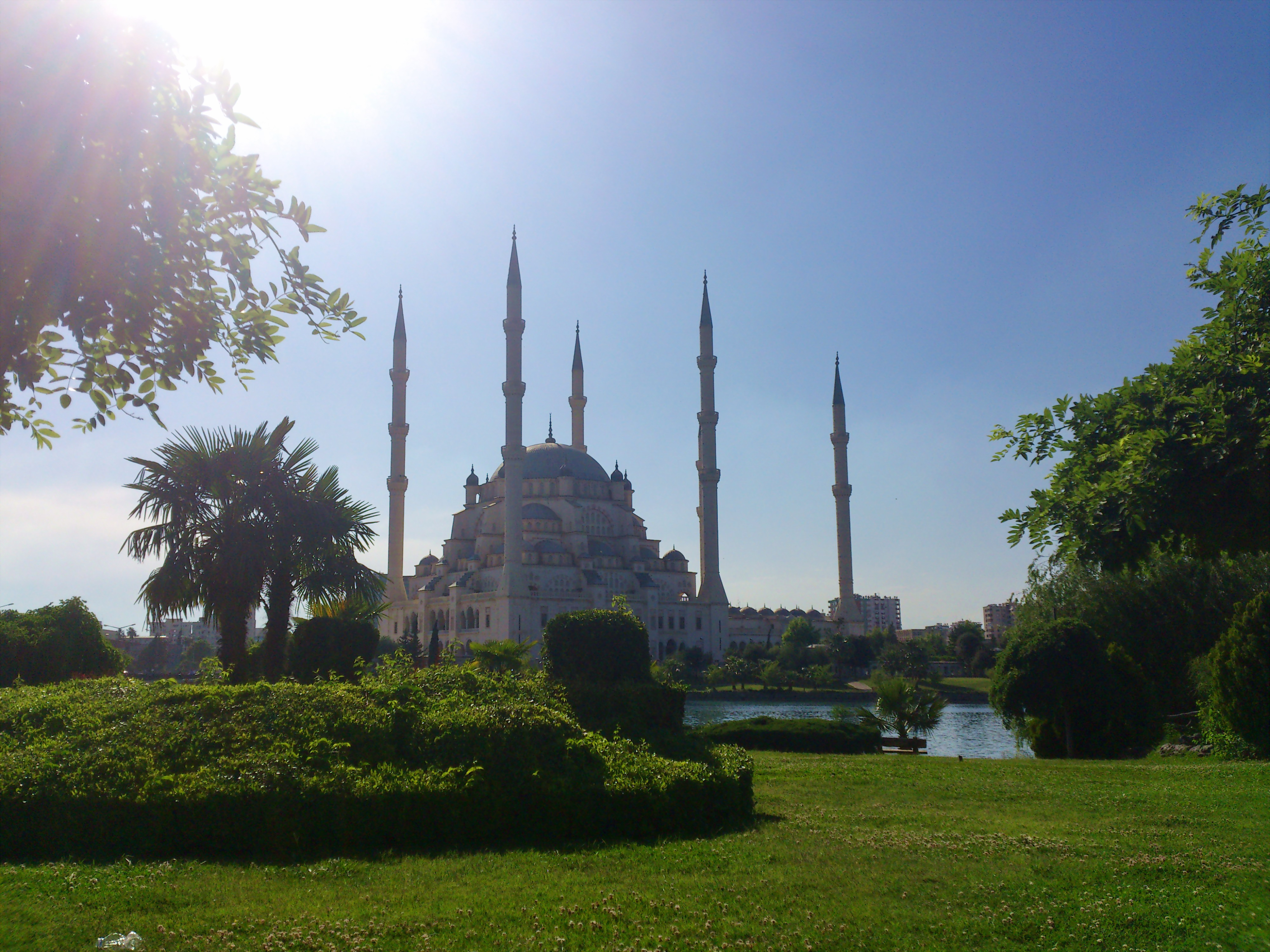
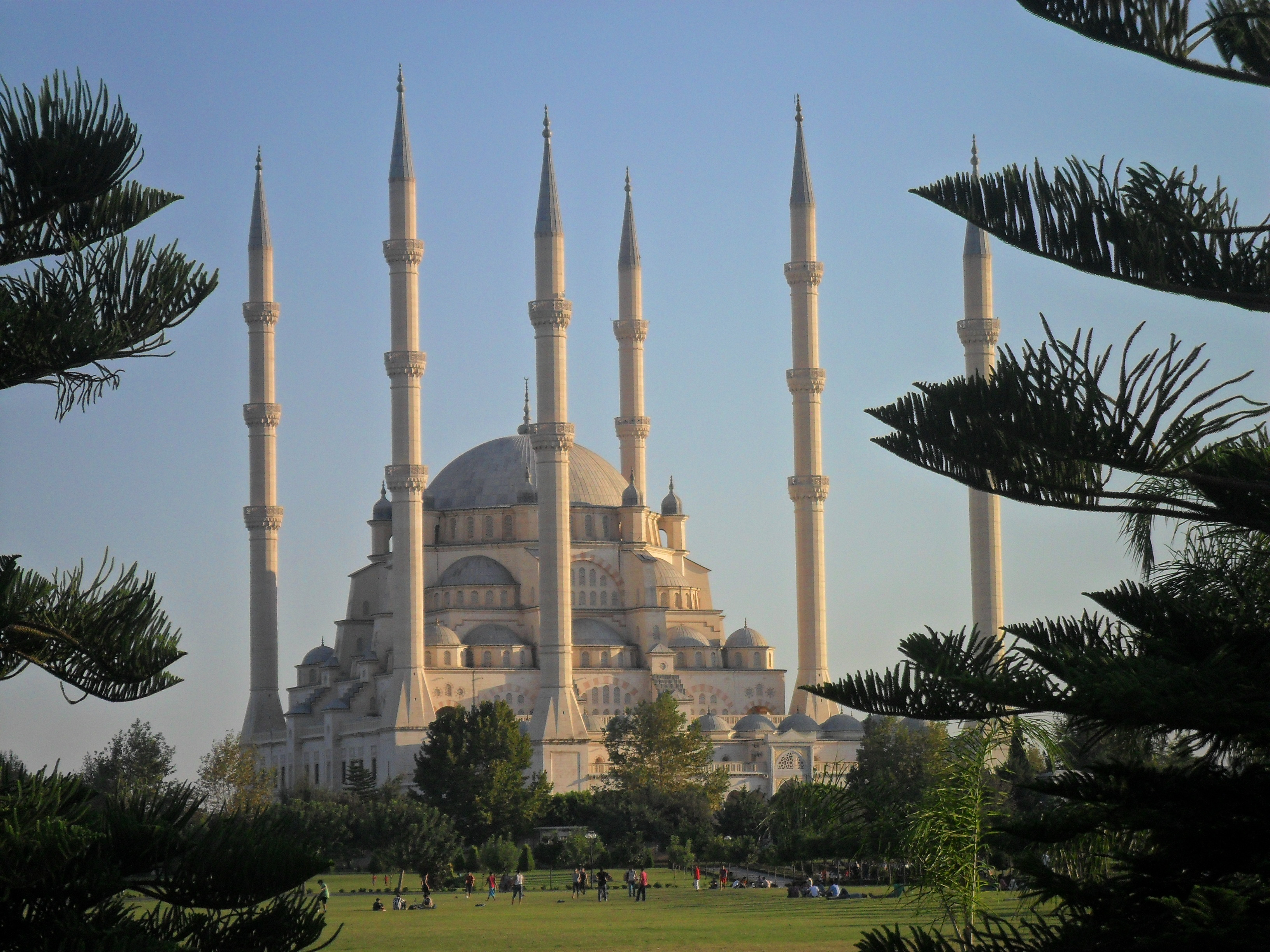
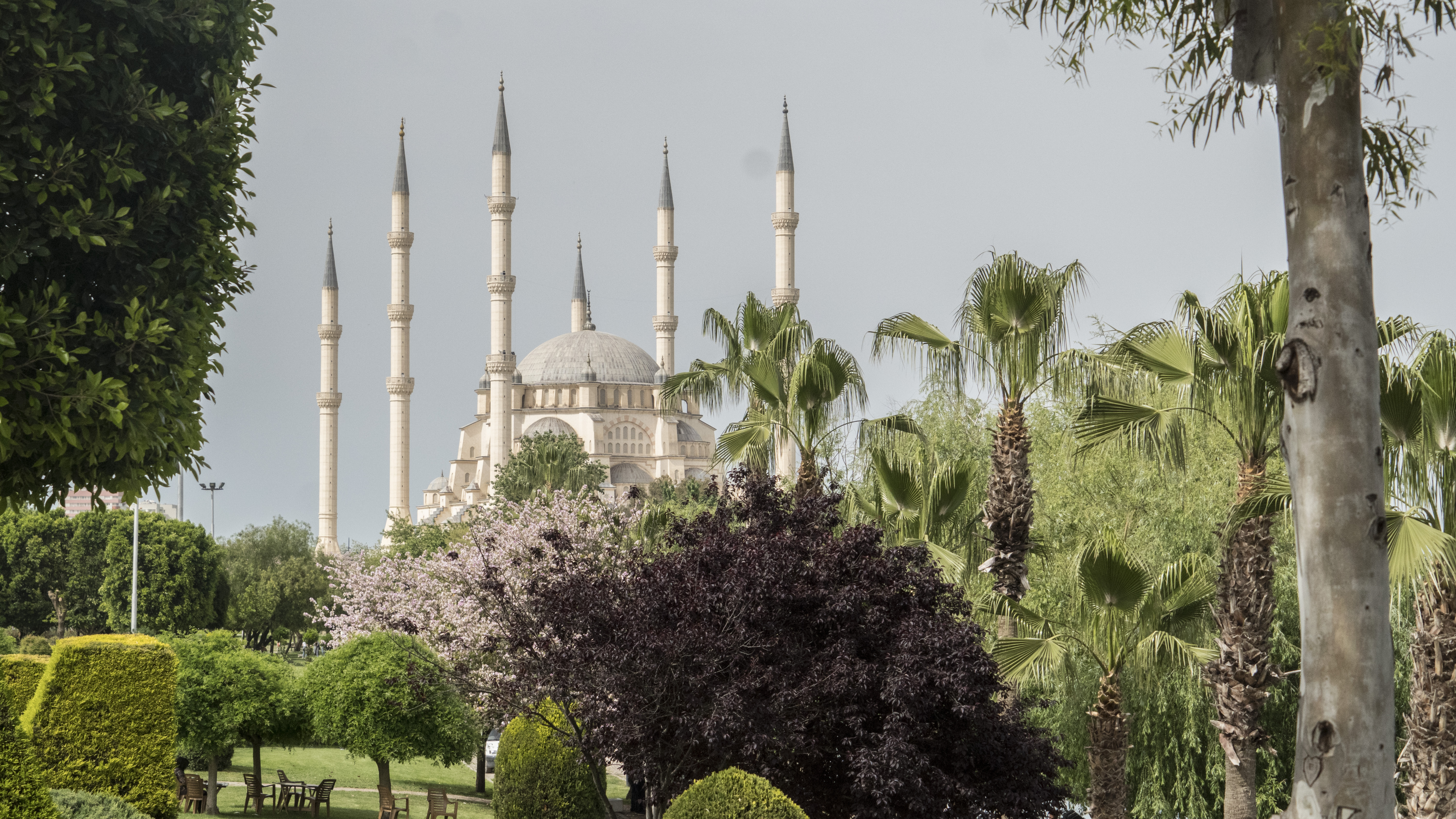
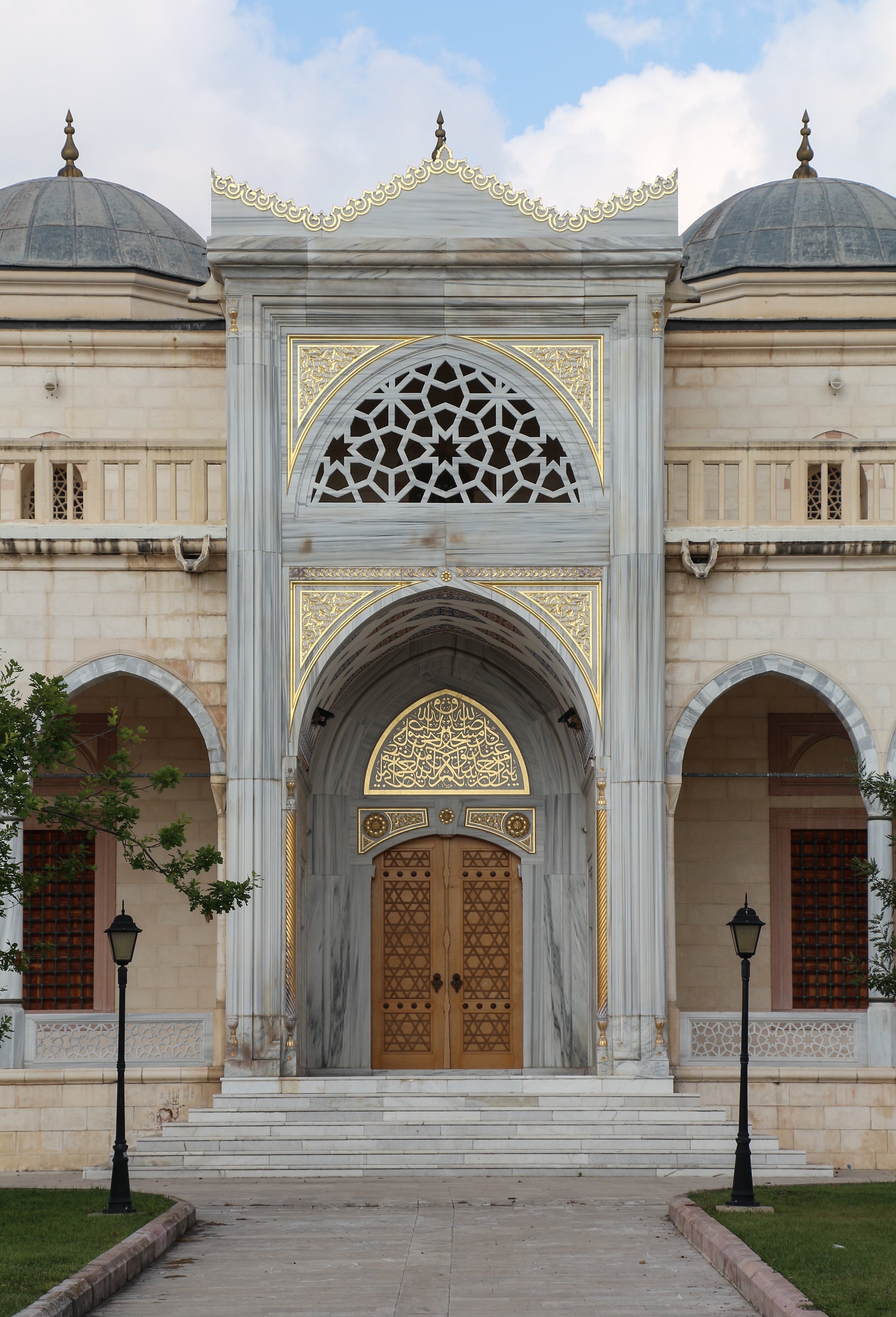
A door of the mosque
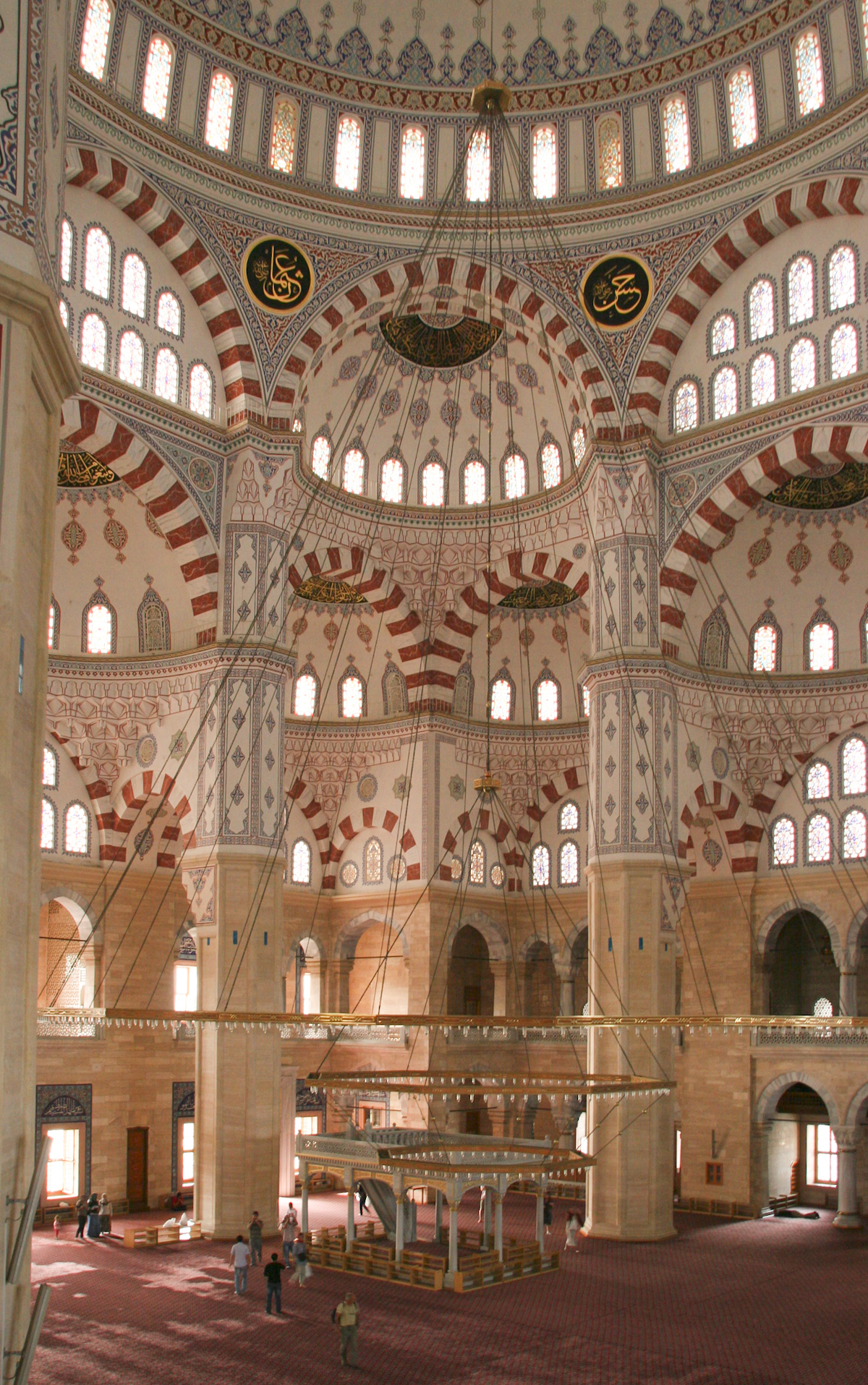
Interior
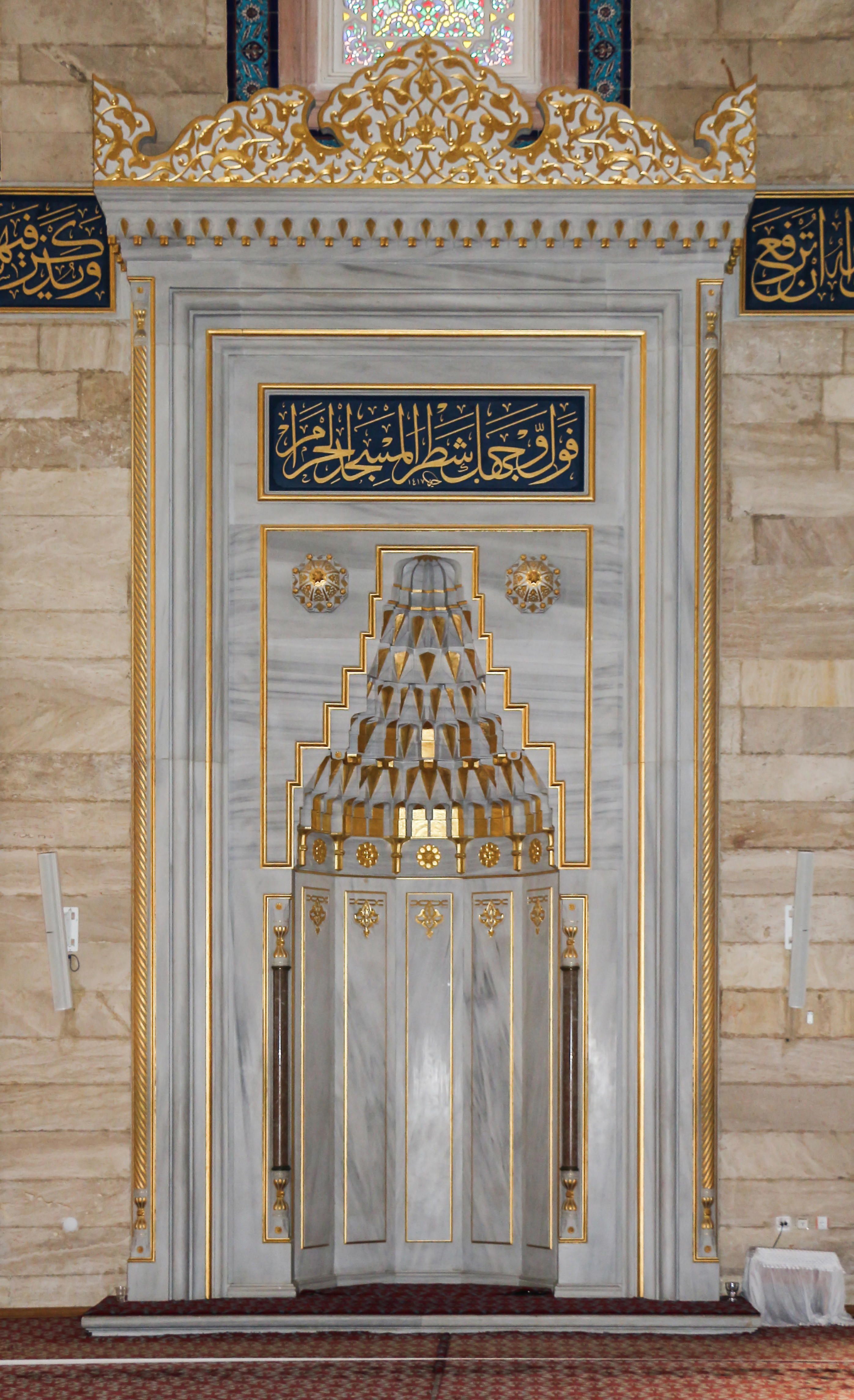
Mihrab
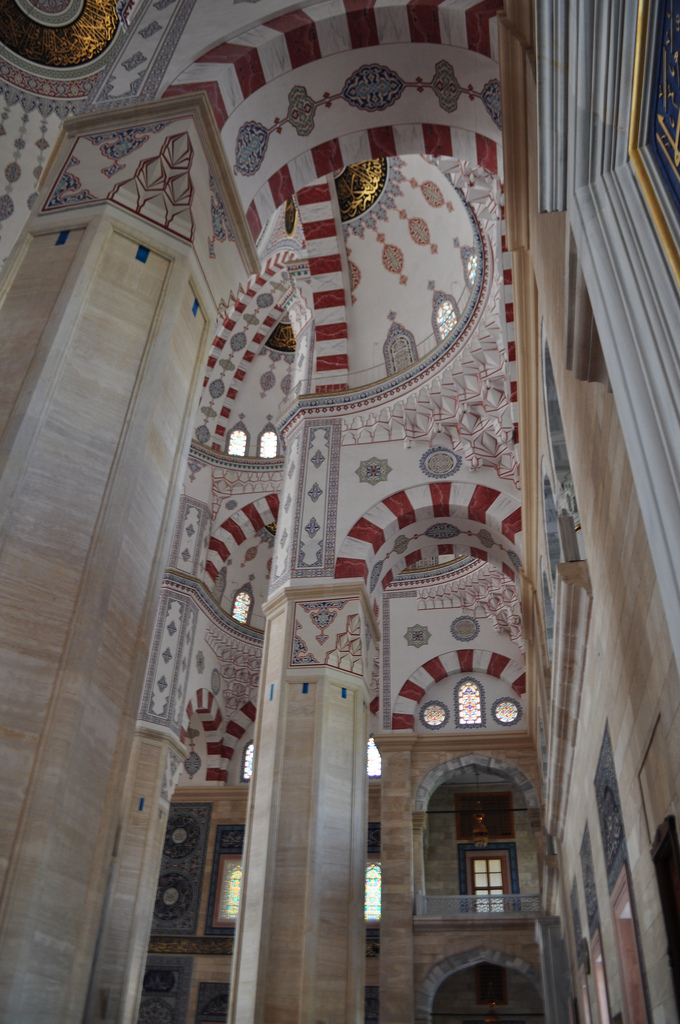
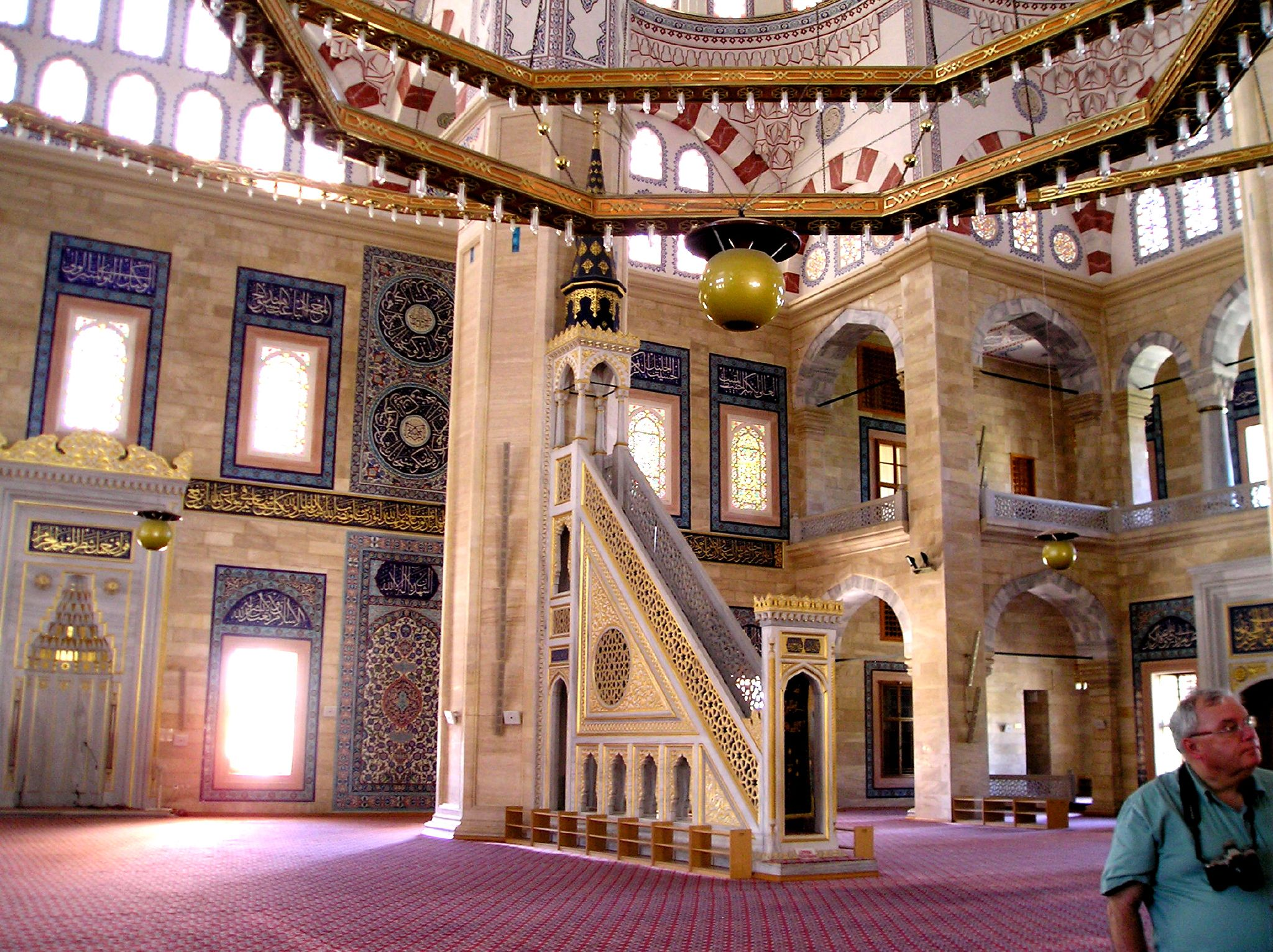